# 21557 Денієллітт
21557 Денієллітт (21557 Daniellitt) — астероїд головного поясу, відкритий 24 серпня 1998 року.
Тіссеранів параметр щодо Юпітера — 3,231.